# AC/DC
AC/DC (stylizovaný zápis ACϟDC) je australská rocková hudební skupina, kterou v roce 1973 v Sydney založili bratři Angus Young a Malcolm Young. Skupina je spolu s Led Zeppelin, Deep Purple nebo Black Sabbath považována za průkopníky hard rocku a heavy metalu. Členové však styl skupiny označují jako rock and roll.
Skupina prošla několika změnami sestavy předtím, než v roce 1975 vydala své první album High Voltage. K další změně sestavy došlo v roce 1977 na pozici baskytaristy, když Cliff Williams nahradil Marka Evanse. V roce 1979 vydala skupina velice úspěšné album Highway to Hell. Zpěvák a spoluautor písní Bon Scott však 19. února 1980 zemřel na otravu alkoholem a byl nalezen mrtev na zadním sedadle automobilu svého kamaráda. Skupina uvažovala o ukončení činnosti, ale brzy byl jako nový zpěvák vybrán Brian Johnson, bývalý člen skupiny Geordie. Ve stejném roce vydala skupina své nejúspěšnější album Back in Black. 
Následující album For Those About to Rock We Salute You bylo také velice úspěšné a stalo se prvním hard rockovým albem, které se dostalo na první místo amerického žebříčku. Po odchodu bubeníka Phila Rudda v roce 1983 však začala popularita kapely a prodejnost jejích desek klesat. Nepříznivý trend zvrátilo až album The Razors Edge z roku 1990. Phil Rudd se do kapely vrátil v roce 1994 a podílel se na albu Ballbreaker z roku 1995. Další album Stiff Upper Lip vyšlo v roce 2000 a kritikou bylo pozitivně přijato. Dále skupina vydala v prosinci roku 2014 album Rock or Bust. „Zatím” posledním albem se stalo album Power Up, které skupina vydala v listopadu roku 2020. Album se stalo nejrychleji prodávaným albem celého ROKU. AC/DC momentálně pracuje na dalším  albu. 
Skupina prodala po celém světě asi 160 milionů alb a z toho 68 milionů ve Spojených státech. Alba Back in Black se celosvětově prodalo 52 milionů kopií, z toho 21 milionů ve Spojených státech amerických. Back in Black je tudíž druhým celosvětově nejprodávanějším albem historie, úspěšnější bylo jen album Michaela Jacksona – Thriller, kterého se prodalo přes 100 milionů kopií Skupina se umístila čtvrtá na seznamu 100 Greatest Artists of Hard Rock televize VH1 a televizí MTV byla vyhlášena „sedmou nejlepší heavy metalovou kapelou všech dob“.

## Jméno
Angus a Malcolm Youngovi tvrdí, že je název kapely napadl, když viděli zkratku AC/DC na šicím stroji svojí sestry Margaret (dle některých zdrojů šlo o vysavač. Jiná verze vypráví, že bratři Youngové viděli zmíněnou značku kdesi za městem na transformátoru). V angličtině je AC/DC zkratkou termínu "alternating current/direct current", tj. "střídavý proud/stejnosměrný proud". Bratři měli pocit, že jméno dobře charakterizuje nefalšovanou energii a energická vystoupení skupiny. Souvislost s elektřinou podporuje i logo skupiny, kde AC a DC odděluje blesk.
V některých kulturách však zkratka slangově „AC/DC“ označuje bisexuály. Skupina se vyjádřila, že si toho nebyla vědoma až do chvíle, kdy jim to po jednom z jejich prvních koncertů řekl taxikář, který je vezl. Někteří náboženští představitelé tvrdili, že zkratka znamená "Anti-Christ/Devil's Child(ren)", nebo "Anti-Christ/Devil Christ", případně má ještě jiné významy. Tyto spekulace se mezi kritiky udržely a ti se snažili kapelu prezentovat jako satanisty. Skupina tyto interpretace svého jména odmítla s tím, že jsou úmyslně vykonstruované za účelem poškození kapely.
Mnoho kapel hrajících coververze písní od AC/DC nějakým způsobem jméno kapely napodobily, například BC/DC z Britské Kolumbie, nebo AC/DShee kterou tvoří samé ženy ze San Francisca V Česku se kapele někdy přezdívá Praha/Děčín, případně bouřka mezi Prahou a Děčínem, protože SPZ těchto dvou měst tvoří zkratku AC/DC.[zdroj⁠?!]

## Historie
Bratři Angus Young, Malcolm Young a George Young se narodili v Glasgow ve Skotsku a do Austrálie se s většinou své rodiny přestěhovali v roce 1963. George se jako první z nich naučil hrát na kytaru a byl členem The Easybeats, nejúspěšnější australské kapely 60. let 20. století. V roce 1966 pak vydali mezinárodní hit „Friday On My Mind“. Malcolm pokračoval ve stopách svého bratra a v Newcastlu v Novém Jižním Walesu hrál v kapele Velvet Underground (nezaměňovat se slavnější stejnojmennou kapelou z New Yorku).

### Začátky
Malcolm a Angus Youngovi založili AC/DC v listopadu 1973. Dalšími členy se stali baskytarista Larry Van Kriedt, zpěvák Dave Evans a Colin Burgess, bývalý bubeník kapely The Master's Apprentices. Skupina odehrála svůj první koncert v klubu Chequers v Sydney 31. prosince 1973. Později podepsali smlouvu s labelem Albert Productions. Sestava kapely se často měnila, jako první byl vyhozen Colin Burgess a posléze se v kapele vystřídalo několik baskytaristů a bubeníků.
Ve stejné době začal Angus Young při koncertech nosit svou charakteristickou školní uniformu. Uniforma údajně pocházela z Ashfield Boys High School, kde studoval, a s nápadem, aby ji při koncertech nosil, přišla jeho sestra Margaret. Angus zkoušel také další kostýmy, například Spider-Mana, Zorra, gorilu, nebo parodii na Supermana jménem Super-Ang. V úplných začátcích také skupina experimentovala se saténovým oblečením, ale této myšlenky se členové vzdali, když zjistili, že stejně se obléká skupina Skyhooks z Melbourne.
Bratři Youngovi dospěli k názoru, že Evans není dobrým frontmanem, protože jim připadal spíše jako glam rocker jako například Gary Glitter. Při koncertech často místo Evanse vystupoval první manažer kapely Dennis Laughlin, který byl dříve zpěvákem kapely Sherbet. Evans měl také s Laughlinem osobní spory, které přispěly k negativnímu pohledu ostatních členů kapely na jeho osobu. V důsledku těchto sporů byl Evans z kapely vyhozen a frontmanem AC/DC se stal zkušený zpěvák a přítel George Younga Ronald Belford "Bon" Scott.

### Éra Bona Scotta (1974–1980)

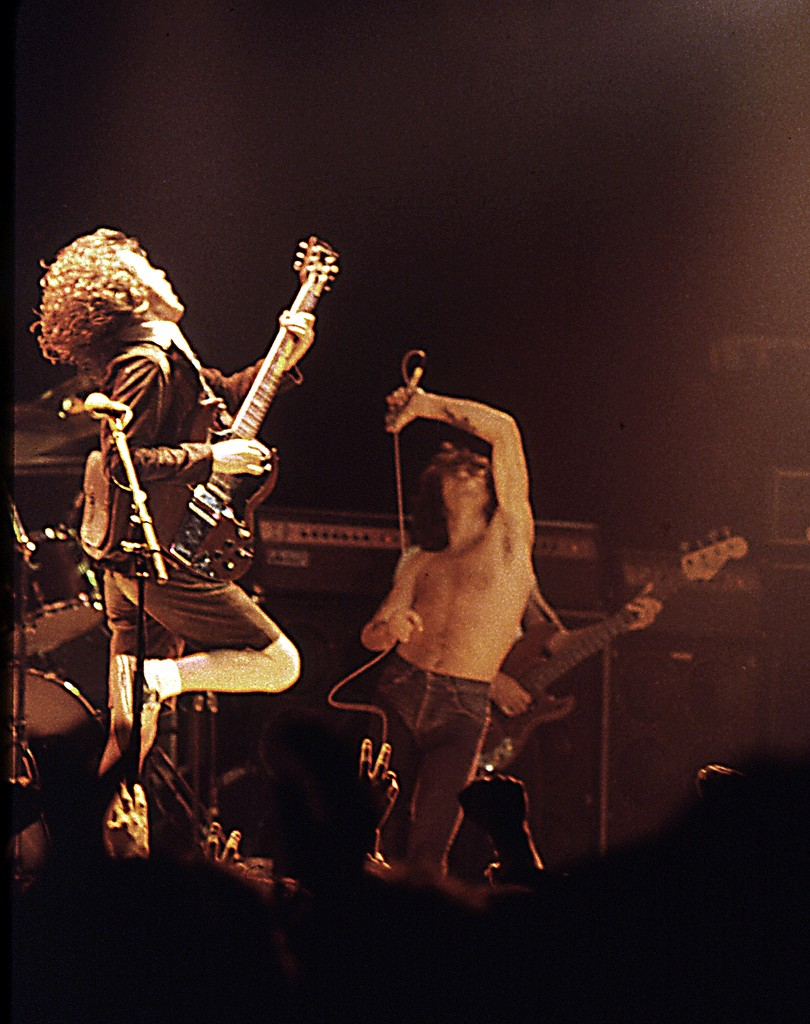
AC/DC při koncertě se zpěvákem Bonem Scottem

Bon Scott nahradil Evanse v září 1974. Scott předtím působil ve skupinách The Spektors (1964–66), The Valentines (1966–70) a Fraternity (1970–73). Skupina nahrála s Evansem jen jeden singl a to "Can I Sit Next to You"/"Rockin' in the Parlour" a píseň "Can I Sit Next to You" byla nakonec nahrána znovu se Scottem pod názvem "Can I Sit Next to You Girl".
High Voltage, první album kapely, vyšlo v roce 1975 jen v Austrálii. Jeho nahrávání trvalo jen deset dní, hudbu složili bratři Youngovi a texty napsal Scott. Během několika měsíců se stabilizovala sestava kapely, kterou tvořil Scott, bratři Youngovi, baskytarista Mark Evans a bubeník Phil Rudd. Ve stejném roce také skupina vydala singl „It's a Long Way to the Top (If You Wanna Rock 'n' Roll)“, který se stal populární rockovou hymnou. Píseň byla zařazena na T.N.T., druhé album kapely, které také obsahovalo další velký hit, „High Voltage“.
Mezi lety 1974 a 1977 skupina pravidelně vystupovala v pořadu Molly Meldrum „Countdown“, celostátním pořadu o populární hudbě, a AC/DC se postupně stávali jednou z nejpopulárnějších australských kapel. Vystoupení ze dne 3. dubna 1977 bylo jejich posledním televizním vystoupením na více než dvacet let.

#### Mezinárodní úspěch (1976–1978)
V roce 1976 podepsala skupina smlouvu s Atlantic Records a vydala se na turné po Velké Británii a po Evropě. Získali neocenitelné zkušenosti s vystupováním na stadionech, když dělali předkapely skupinám Kiss, Aerosmith, Styx a Blue Öyster Cult a vystupovali jako hlavní hvězdy spolu s kapelou Cheap Trick.
První mezinárodně distribuované album AC/DC byla kompilace z alb High Voltage a T.N.T., opět pojmenována High Voltage. Album vyšlo v roce 1976 pod labelem Atlantic Records a prodaly se jej tři miliony kopií. Album bylo zaměřeno především na T.N.T. a z předešlého alba High Voltage na něm byly obsaženy jen dvě písně.
Další studiové album kapely, Dirty Deeds Done Dirt Cheap, vyšlo ve stejném roce jak v australské, tak v mezinárodní verzi. Seznam skladeb na těchto dvou verzích se lišil, mezinárodní verze například obsahovala píseň "Rocker" z alba T.N.T., naopak australská verze obsahovala například píseň "Jailbreak". Album Dirty Deeds nevyšlo ve Spojených státech amerických až do roku 1980, kdy byla skupina na vrcholu své popularity.
Po vydání alba Let There Be Rock byl vyhozen baskytarista Mark Evans pro osobní spory s Angusem Youngem. Nahradil jej Cliff Williams, který spolu s Malcolmem Youngem později zpíval doprovodné vokály. Bratři Youngovi Evansův odchod nijak nerozváděli a nevyjadřovali se k němu, ale Richard Griffiths, šéf Epic Records a agent AC/DC v polovině 70. let, později prohlásil: „Věděli jste, že Mark nevydrží, byl to prostě moc hodný kluk.“
AC/DC měli vliv na formování NWOBHM, například kapel Saxon a Iron Maiden, které se objevily na konci 70. let v reakci na úpadek tradičních heavy metalových kapel 70. let 20. století. V roce 2007 označili kritici AC/DC spolu s Thin Lizzy, UFO, Scorpions a Judas Priest za „druhou generaci stoupajících hvězd, připravených prorazit, když stará garda začala upadat.“

#### Úspěch v USA (1977–1979)
První vystoupení kapely ve Spojených státech amerických zařídilo michiganské rádio AM 600 WTAC v roce 1977. Manažer rádia Peter C. Cavanaugh zorganizoval vystoupení v Capitol Theater ve Flintu. Předkapelou byli MC5, kteří se pro tuto příležitost opět sjednotili. Koncert začal písní "Live Wire" a skončil písní "It's a Long Way to the Top (If You Wanna Rock 'n' Roll)".
AC/DC začali být britskými médií ztotožňováni s punkovým hnutím. Díky své popularitě však úspěšně přečkali pozdvižení okolo punku a postupně začali získávat v Británii status kultovní kapely.
V roce 1978 vyšlo album Powerage, na kterém se poprvé podílel baskytarista Cliff Williams a které obsahovalo ostřejší riffy než předchozí album Let There Be Rock. Z alba Powerage byl vydán pouze jeden singl a to „Rock 'n' Roll Damnation“, který se stal zatím nejúspěšnějším singlem kapely, když se v žebříčku umístil na 24. místě. Koncert v Apollo Theatre v Glasgow byl nahrán a vydán jako album If You Want Blood. Album obsahovalo jak klasické písně jako "Whole Lotta Rosie", "Problem Child", a "Let There Be Rock", ale také méně známé písně, například "Riff Raff". Šlo o poslední album kapely v sestavě se Scottem, které produkovali Harry Vanda a George Young.
Šesté album kapely, Highway to Hell, produkoval Mutt Lange a bylo vydáno v roce 1979. Jde o první album AC/DC, které se dostalo mezi 100 nejprodávanějších alb ve Spojených státech amerických, když se umístilo na 17. místě a posunulo AC/DC mezi nejpopulárnější hard rockové kapely. Highway to Hell klade větší důraz na doprovodné vokály, ale stále má zvuk charakteristický pro AC/DC, který tvoří rychlé, jednoduché a úderné riffy.

#### Smrt Bona Scotta (1980)

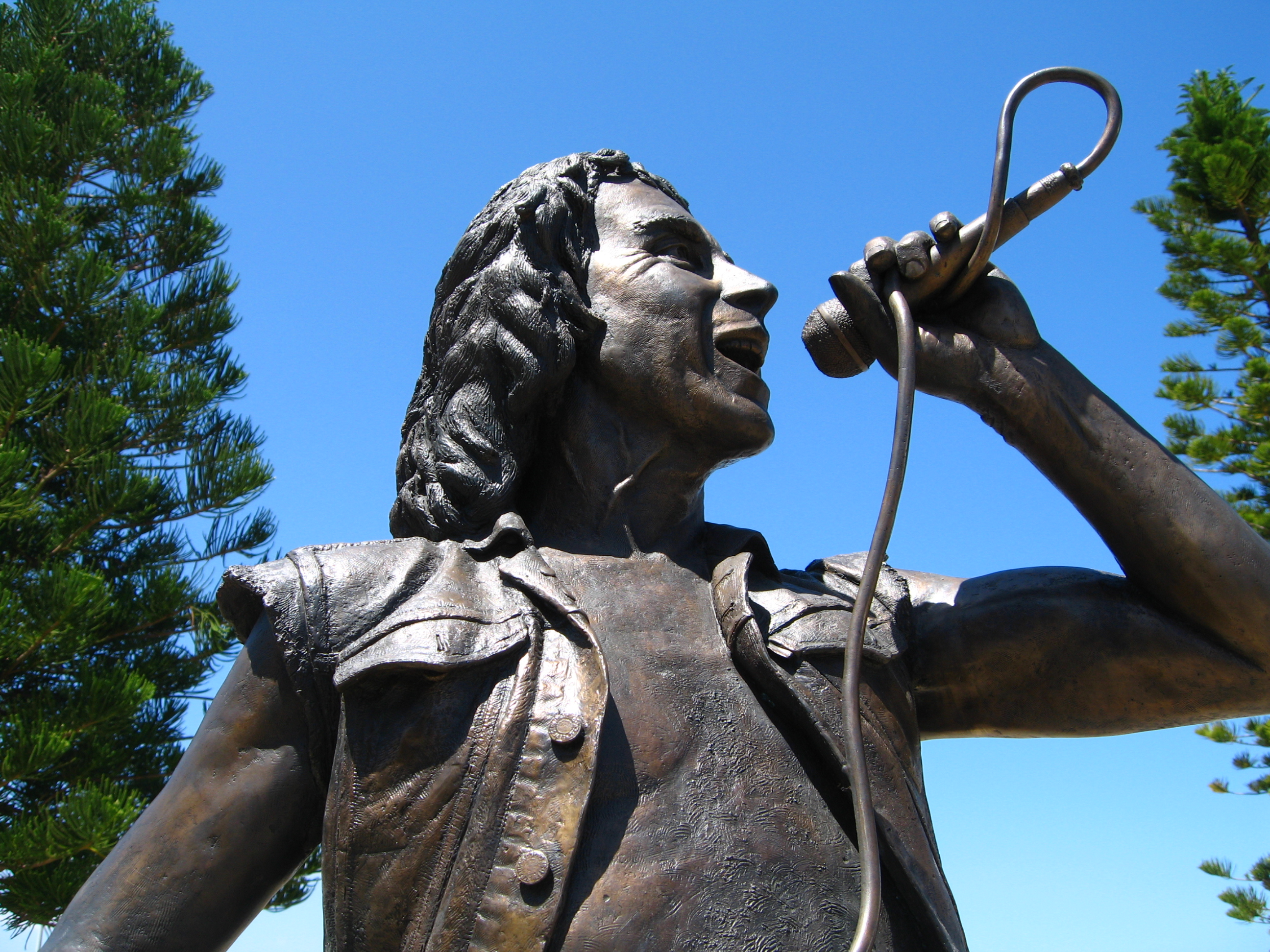
Socha Bona Scotta, odhalena v říjnu 2008 ve městě Fremantle v Západní Austrálii

Dne 19. února 1980 zemřel v Londýně Bon Scott po zkonzumování značného množství alkoholu. Jeho známý Alistair Kinnear jej přes noc nechal ve svém autě, kde jej také ráno nalezl a okamžitě odvezl do nemocnice King's College v Camberwellu, kde byl Scott prohlášen za mrtvého. Ačkoliv se často tvrdí, že zemřel na udušení vdechnutými zvratky, jako oficiální důvod úmrtí byla uvedena otrava alkoholem a nešťastná náhoda. Scott byl pohřben ve Fremantle v Západní Austrálii, v oblasti, do které se jeho rodina přestěhovala, když byl dítě.
Některé nejasnosti oficiální verze se staly terčem stoupenců konspiračních teorií, kteří tvrdí, že Scott zemřel na předávkování heroinem, byl zabit výfukovými plyny přiváděnými do auta, nebo že Kinnear neexistoval. Scott byl navíc astmatik a teplota byla v den jeho smrti pod bodem mrazu. Dalšími členy kapely, kteří měli problémy s alkoholem, byli Malcom Young a Phil Rudd a oba se museli z alkoholismu léčit.

### Hledání nového zpěváka
Po Scottově úmrtí krátce skupina zvažovala ukončení činnosti, ale její členové nakonec dospěli k názoru, že Scott by si přál, aby AC/DC pokračovali. Uvažovalo se o několika možných kandidátech, kteří by jej mohli nahradit. Jedním z nich byl bývalý zpěvák kapely Back Street Crawler Terry Slesser, ale ten se rozhodl nevstoupit do již zavedené kapely a zahájil svou úspěšnou sólovou kariéru. Další kandidát, Buzz Sherman, bývalý člen kapely Moxy, se nebyl schopen připojit kvůli problémů s hlasem. Zbývající členové AC/DC se nakonec rozhodli pro bývalého člena skupiny Geordie, Briana Johnsona.
Angus Young později vzpomínal: "Pamatuju si, jak mi Bon pouštěl písně od Little Richarda a poté mi popisoval, jak viděl Briana zpívat." O jeho koncertě říkal: "Ten týpek řval, jak jen jeho plíce dovolovaly, a další, co si pamatuju, je, že sebou švihl o zem. Byl na zemi, válel se a křičel. Přišlo mi to skvělé a jako vrchol všeho — nemohlo to mít lepší přídavek — toho týpka odvezli na vozíku." Později toho dne byl Johnsonovi diagnostikován zánět slepého střeva, který byl příčinou jeho svíjení se na zemi.
Na konkurzu zazpíval Johnson písně „Whole Lotta Rosie“ z alba Let There Be Rock a „Nutbush City Limits“ od Ikea a Tiny Turnerových. Několik dní po konkurzu byl Johnson přijat.

### Éra Briana Johnsona (1980–současnost)

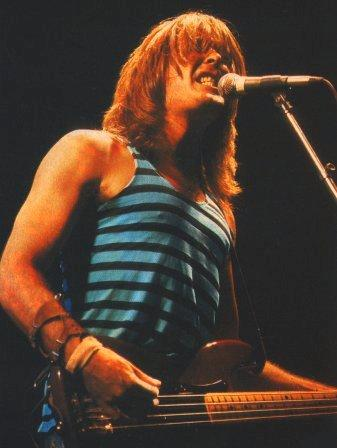
Cliff Williams v roce 1981 během turné k albu For Those About to Rock We Salute You

S Johnsonem dokončila skupina písně pro album Back in Black, které začala psát ještě za Scottova života. Nahrávání probíhalo v Compass Point Studios na Bahamách několik měsíců po Scottově smrti a produkoval jej Mutt Lange. Back in Black se stalo nejúspěšnějším albem AC/DC a také jedním z nejúspěšnějších hard rockových alb všech dob. Album také obsahuje několik z nejpopulárnějších hard rockových písní vůbec, například "Hells Bells", "You Shook Me All Night Long" a titulní píseň "Back in Black". Rok po vydání získalo platinovou desku a do roku 2006 se jej ve Spojených státech amerických prodalo přes 21 milionů kopií. Celkově bylo prodáno více než 50 milionů kopií a proto se stalo 2. nejprodávanějším albem všech dob. Na britském žebříčku dosáhlo album prvního místa.
Následující album z roku 1981, For Those About to Rock We Salute You, se také prodávalo dobře a dočkalo se i pozitivních ohlasů u kritiky. Z alba byly vybrány dvě písně, které vyšly jako singly a staly se jedněmi z nejpopulárnějších, a to "Let's Get It Up" a "For Those About to Rock", které se umístily na 13., respektive 15. místě britské hitparády. Skupina se pro nahrávání svého dalšího alba Flick of the Switch rozešla s Langem, protože se chtěla vrátit k jednoduchosti a syrovosti svých prvních alb.

#### Ruddův odchod (1983)

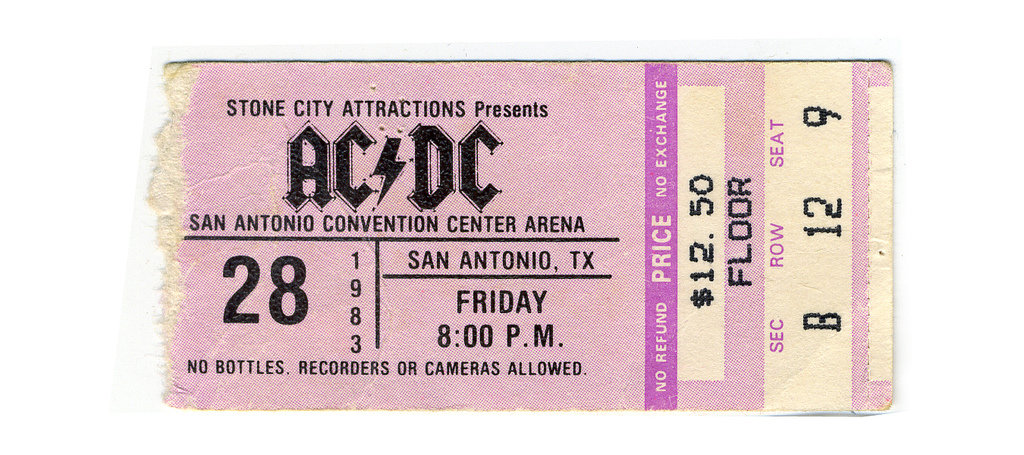
Tehdejší vstupenka

Phill Rudd začal v důsledku konzumace drog mít psychické problémy a trpěl halucinacemi. Přátelství mezi Ruddem a Malcolmem Youngem začalo upadat a jejich vztahy se zhoršily až tak, že po dlouhé době vzájemných antipatií se oba poprali. Dvě hodiny po rvačce byl Rudd z kapely vyhozen. Ačkoliv Rudd již dokončil většinu své práce na novém albu, v kapele jej po konkurzu nahradil bubeník Simon Wright. V nové sestavě vydala skupina album Flick of the Switch, které je považováno za málo propracované a snáze zapomenutelné. Jeden kritik prohlásil, že skupina „udělala devětkrát stejné album“. AC/DC byli v čtenářské anketě časopisu Kerrang! zvoleni osmým největším zklamáním roku 1984. Přesto se album dostalo až na 4. místo britského žebříčku a skupina zaznamenala menší úspěch i se singly "Nervous Shakedown" a "Flick of the Swich".
Album Fly on the Wall, které produkovali bratři Youngovi a skupina jej vydala v roce 1985, bylo také považováno za dílo bez inspirace a bez cíle. Bylo také vydáno video stejného jména, ve kterém skupina hrála v baru pět z desíti písní, které byly na albu obsaženy.
V roce 1986 dosáhla úspěchu píseň určená pro rádia „Who Made Who“. Album Who Made Who bylo soundtrackem k filmu Stephena Kinga Maximum Overdrive a dá se částečně označit za kompilaci největších hitů. Na albu totiž byly obsaženy jak staré hity jako například "Hells Bells", nebo "Ride On" spolu s novějšími jako je "Sink the Pink" a dvěma instrumentálními písněmi, "D.T" a "Chase the Ace".
V únoru 1988 byli AC/DC uvedeni do síně slávy Australské asociace nahrávacího průmyslu (Australian Recording Industry Association).

#### Obnovení popularity (1988–2000)

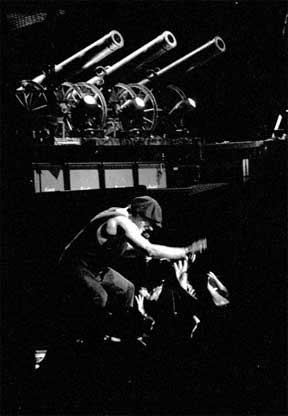
Brian Johnson, 2000

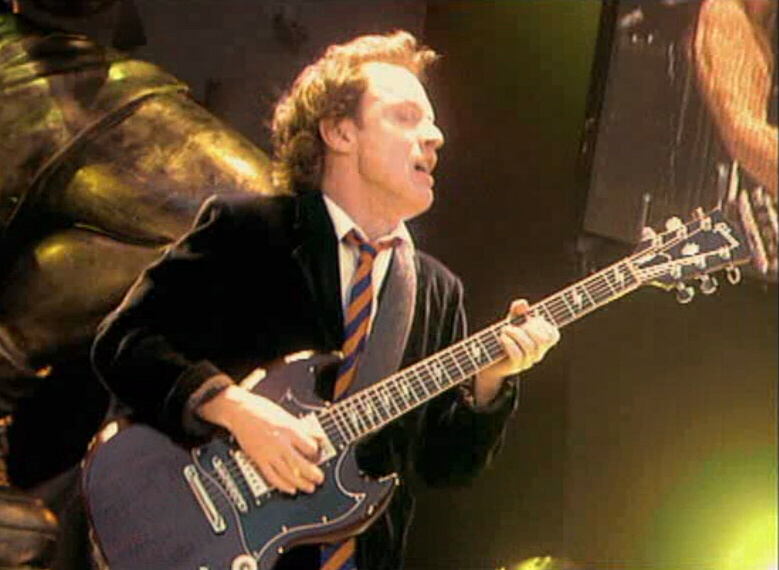
Angus Young při koncertě v roce 2001

Album AC/DC z roku 1988, Blow Up Your Video, bylo nahráváno v Miraval Studio v Le Val ve Francii a na jeho tvorbě se opět podíleli původní producenti Harry Vanda a George Young. Skupina nahrála devatenáct písní a na album jich bylo zařazeno deset, přesto bylo album kritizováno za to, že obsahuje mnoho „výplně“. Blow up Your Video dosáhlo značného komerčního úspěchu, prodalo se jej více kopií než předchozích dvou alb dohromady a na britském žebříčku se umístilo na druhém místě, což byl největší úspěch od alba Back in Black z roku 1980. Singl „Heatseeker“ se dostal do první dvacítky singlového žebříčku a album obsahovalo i další populární písně, například „That's The Way I Wanna Rock And Roll“. Světové turné k albu začalo v únoru 1988 v Perthu. V dubnu 1988 oznámil Malcolm Young, že turné na nějakou dobu opustí, především kvůli léčbě z alkoholismu. V kapele jej zatím nahradil jeho příbuzný Stevie Young.
Po skončení turné z kapely odešel Simon Wright a začal spolupracovat na albu Ronnieho Jamese Dia Lock up the Wolves. V kapele jej nahradil studiový hudebník Chris Slade. Johnson se dění ve skupině také několik měsíců neúčastnil, protože se rozváděl, takže bratři Youngovi napsali všechny písně pro nové album, v čemž pokračovali i u následujících alb. Nové album z roku 1990, The Razors Edge, produkoval Bruce Fairbairn, který dříve spolupracoval s Aerosmith a Bon Jovi. Album znamenalo pro AC/DC úspěšný návrat mezi nejpopulárnější kapely. Hity "Thunderstruck" a "Are You Ready" se umístily na 5., respektive 16. místě žebříčku Mainstream Rock Tracks a „Moneytalks“ se umístil na 23. místě amerického singlového žebříčku. Album získalo několik platinových desek a ve Spojených státech amerických se dostalo v žebříčku do nejlepší desítky. Několik koncertů na turné k albu Razors Edge bylo nahráno a ty posloužily jako základ živého alba s názvem Live. Album opět produkoval Fairbairn a je považováno za jedno z nejlepších živých alb 90. let. O rok později nahrála skupina píseň „Big Gun“ pro soundtrack k filmu Arnolda Schwarzeneggera Poslední akční hrdina. Singl s písní se umístil na prvním místě žebříčku U.S. Mainstream Rock, což se kapele povedlo vůbec poprvé.
V roce 1994 pozvali Youngovi Phila Rudda na několik jam session. Nakonec se opět stal bubeníkem kapely a nahradil Sladea, který se s kapelou rozešel v dobrém, protože chápal chuť členů hrát opět s Ruddem. Sestava z let 1980–1983 se tak sjednotila a v roce 1995 vydala album Ballbreaker, které nahrála v Ocean Way Studios v Los Angeles a produkoval jej Rick Rubin. První singl z alba, "Hard as a Rock", se umístil na prvním místě amerických žebříčků. Byly vydány i další dva singly a to "Hail Caesar" a "Cover You in Oil".
V roce 1997 vyšel box set Bonfire. Obsahoval čtyři alba, remaseterovanou verzi Back in Black, Volts (disk s alternativními verzemi, nevydanými písněmi a živými nahrávkami) a dvě živá alba, Live from the Atlantic Studios a Let There Be Rock: The Movie. Americká verze obsahovala barevný booklet, oboustranný plakát, nálepku, smývatelné tetování, otvírák a trsátko.
V roce 2000 vydali AC/DC své šestnácté studiové album, Stiff Upper Lip, které produkoval George Young. Album bylo kritikou přijato pozitivněji než předchozí Ballbreaker, ale byl mu vyčítán nedostatek nových nápadů. Australská verze obsahovala bonusový disk se třemi propagačními videi a několika živými nahrávkami pořízenými v Madridu v roce 1996. Album Stiff Upper Lip se umístilo na prvním místě žebříčku v pěti zemích, mimo jiné v Argentině a v Německu. Ve Spojených státech se album umístilo na sedmém místě. První singl, „Stiff Upper Lip“, se na čele amerického žebříčku Mainstream Rock Tracks udržel čtyři týdny. Další singly byly ve Spojených státech amerických také úspěšné, "Safe in New York City" se umístil na 31. a "Sattelite Blues" na 7. místě.

#### Nové tisíciletí (2000–2008)

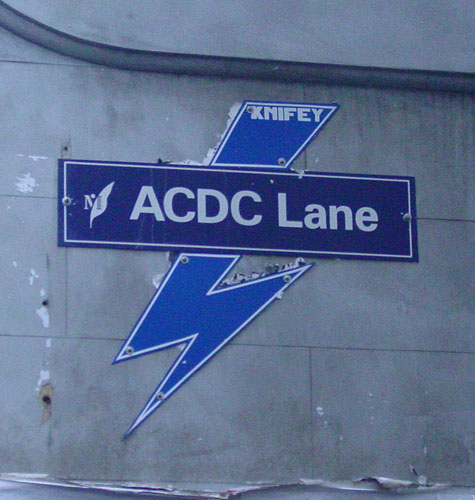
Cedule označující ACDC Lane

V roce 2002 podepsali AC/DC dlouhodobou smlouvu se Sony Music, která poté vydala sérií remasterovaných alb v rámci série AC/DC Remasters. Každé album obsahovalo rozšířený booklet, unikátní fotografie, memorabilia a poznámky. V roce 2003 byl celý katalog (kromě alb Ballbreaker a Stiff Upper Lip) remasterován a znovu vydán. Ballbreaker byl vydán v roce 2005 a Stiff Upper Lip v dubnu 2007.
V květnu 2003 přijal Malcolm Young cenu Teda Edwarda za skvělou službu australské hudbě (Ted Albert Award for Outstanding Service to Australian Music) při příležitosti Music Winner Awards, kde současně vzdal úctu Bonu Scottovi. Ve stejném roce RIAA aktualizovala počet prodaných alb AC/DC ve Spojených státech amerických z 46,5 milionu na 63 miliony, čímž se AC/DC stali pátou nejúspěšnější kapelou ve Spojených státech amerických. Vyšší prodejnosti dosáhly jen kapely The Beatles, Led Zeppelin, Pink Floyd a Eagles. RIAA také ocenila album Back in Black dvakrát diamantovou deskou za více než 20 milionů prodaných kopií, čímž se album stalo šestým nejúspěšnějším albem ve Spojených státech amerických a v roce 2005 se s 21 miliony prodaných kopií posunulo na páté místo.
Dne 30. července 2003 vystoupili AC/DC před půl milionem diváků spolu s Rush a The Rolling Stones na Molson Canadian Rocks for Toronto, což byl koncert, který měl městu pomoci překonat následky epidemie SARS. Šlo o největší koncert v dějinách Severní Ameriky, na kterém se vybíralo vstupné.
Dne 1. října 2004 byla jedna z bočních uliček v Melbourne, Corporation Lane, přejmenována na počest kapely. Představitelé města však zamítli použití lomítka v názvu ulice a ta se tak jmenuje ACDC Lane. Ulice se nachází poblíž Swanston Street, kde byl v roce 1975 natočen videoklip k písni „It's a Long Way to the Top (If You Wanna Rock 'n' Roll)“. Již 2. března 2000 byla jedna ulice v Leganés ve Španělsku pojmenována „Calle de AC/DC“.
AC/DC byli v roce 2005 s příjmy 25 miliony australských dolarů druhou nejvíce vydělávající australskou kapelou a to i přesto, že nevydali žádné album, ani nekoncertovali. Nejvíce (50 milionů aus$) pak vydělala skupina The Wiggles.

##### Uvedení do Rock and Roll Hall of Fame a odkaz kapely
AC/DC byli do Rock and Roll Hall of Fame uvedeni v březnu 2003. Během ceremoniálu zahráli písně "Highway to Hell" a "You Shook Me All Night Long" spolu se Stevenem Tylerem z Aerosmith. Ten popsal jejich power chords jako „blesk zespodu, který vám dá druhý nejsilnější proud, která může projít vašim tělem.“
Při svém projevu citoval Brian Johnson píseň „Let There Be Rock“ z roku 1977:
| „ | In the beginning, back in 1955, man didn't know about the rock 'n roll show and all that jive. The white man had the schmaltz, the black man had the blues, but no one knew what they was gonna do but Tchaikovsky had the news, he said: 'let there be rock'. Tohle napsal Bon Scott. Je mi opravdovou ctí přijmout dnes toto ocenění. | “ |

Odkaz kapely je stále aktuální. AC/DC se dočkali mnoha hudebních ocenění, ať už od kritiků, nebo od podobně slavných a respektovaných umělců. Například zpěvačka Linda Ronstadt prohlásila, že jim v 70. letech nevěnovala pozornost, ale „AC/DC jsou opravdu dobrou kapelou a v současnosti je miluje.“

#### Black Ice(2008–2011)

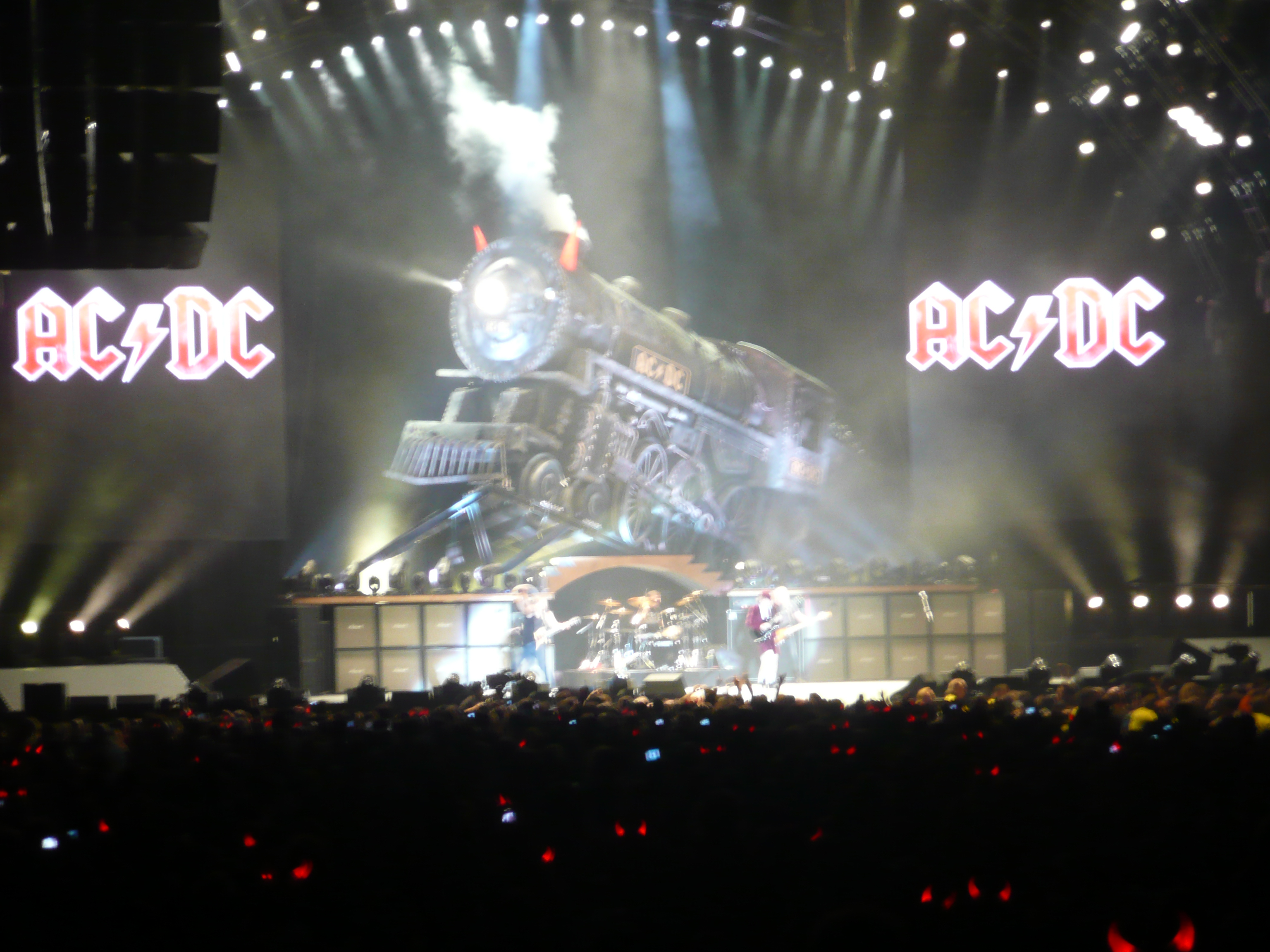
AC/DC vystupují v Rogers Center v Torontu, dne 7. listopadu 2008 v rámci světového turné Black Ice

Dne 18. srpna 2008 oznámila společnost Columbia Records, že 18. října vyjde australské a 20. října celosvětové vydání patnáctého studiového alba Black Ice. Album s 15 skladbami bylo první studiovou nahrávkou kapely po osmi letech, produkoval ji Brendan O'Brien, smíchal a vytvořil Mike Fraser. Stejně jako album Stiff Upper Lip bylo toto album nahráno v The Warehouse Studio ve Vancouveru v Britské Kolumbii. Black Ice se v USA prodávalo výhradně v síti prodejen Walmart a Sam's Club a také na oficiálních stránkách kapely.
„Rock 'n' Roll Train“, první singl alba, byl poprvé představen 28. srpna v rozhlasových stanicích. 15. srpna nahráli AC/DC v Londýně videoklip k písni z nového alba, ve kterém si mohl zahrát speciální výběr fanoušků. Album Black Ice debutovalo na 1. místě albových žebříčků ve 29 zemích a stalo také největším debutovým albem společnosti Columbia Records (od té doby, kdy Nielsen SoundScan začal sledovat údaje o prodeji alb pro časopis Billboard v březnu 1991). Album bylo certifikováno jako multiplatinové v osmi státech světa, zahrnující USA, Austrálii, Kanadu, Švýcarsko, Švédsko, Norsko, Německo a Česko. Navíc se album Black Ice stalo platinovým ve dvanácti zemích (Rakousko, Belgie, Dánsko, Finsko, Francie, Maďarsko, Irsko, Itálie, Velká Británie, Argentina, Singapur a Nový Zéland) a zlatým ve čtyřech zemích (Nizozemsko, Španělsko, Polsko a Brazílie). Turné Black Ice World Tour propagující nové album bylo oznámeno 11. září a bylo zahájeno 28. října koncertem v pensylvánském Wilkes-Barre ve Spojených státech.

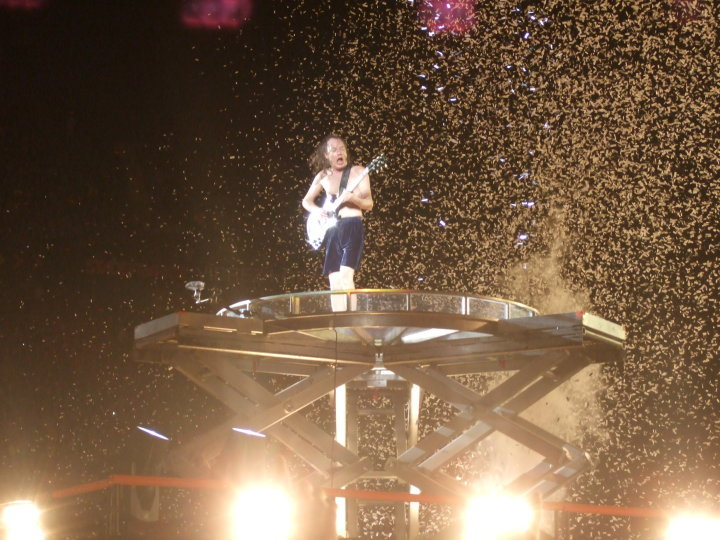
Angus Young dne 18. června 2010 na Stade de France (Paříž)

15. září 2008 zahájilo činnost Radio AC/DC na rozhlasových stanicích Sirius Channel 19 a XM Channel 53. Tento kanál hraje hudbu AC/DC společně s rozhovory se členy kapely. Současně s vydáním alba Black Ice v Severní Americe, vytvořily společnosti Columbia Records a Walmart na podporu alba „Rock Again AC/DC Stores“. V říjnu 2008 vytvořily společnosti MTV, Walmart a Columbia „AC/DC Rock Band Stores“ v New Yorku, na Times Square a v Los Angeles. Po vydání alba byly do ulic těchto dvou měst přivezeny také „Black Ice“ kamiony, které hlasitě přehrávaly hudbu AC/DC a každý den se zastavovaly kvůli merchandisingu.
Na konci září 2009 skupina přeložila šest koncertů, když zpěvák Brian Johnson musel podstoupil operaci vředů. Dne 29. září skupina oznámila vydání studiových a koncertních rarit na albu Backtracks, které bylo vydáno 10. listopadu 2009 jako box set se třemi CD, dvěma DVD a jedním LP.
Dne 4. listopadu 2009 byla skupina AC/DC týdeníkem Business Review Weekly vyhlášena nejlépe vydělávající australskou kapelou v zábavním průmyslu se ziskem 105 milionů $. Skupina tak sesadila z 1. místa skupinu The Wiggles poprvé za poslední čtyři roky.
Dne 19. dubna 2010, skupina vydala album Iron Man 2, soundtrack ke stejnojmennému filmu byl sestaven z dříve vydaných studiových skladeb. O měsíc později se skupina stala hlavní hvězdou festivalu Download v Donington Parku, poté završila poslední část turné v Bilbau ve Španělsku. Turné Black Ice trvalo 20 měsíců, AC/DC během něho absolvovali 168 vystoupení po celém světě, zavítali do 108 měst ve více než 28 zemí. Toto turné trvalo 3 roky, díky čemuž se stalo nejdelším turné AC/DC v historii, stalo se také jedním z nejvýdělečnějším turné v historii, při kterém AC/DC vydělali 441 milionů $. Tři prosincové koncerty roku 2009 na stadionu River Plate v Buenos Aires byly vydány na DVD/Blu-ray pod názvem Live at River Plate dne 10. května 2011. Exkluzivní singl z DVD, obsahující písně „Shoot to Thrill“ a „War Machine“, byl vydán v den celosvětové kampaně Record Store Day. V roce 2011 skupina rovněž vydala na DVD/Blu-ray koncertní film Let There Be Rock, který byl uveden do kin v roce 1980.
6. května 2011 se všichni členové skupiny (vyjma Phila Rudda) zúčastnili světové premiéry koncertního snímku Live at River Plate, která se konala v Hammersmith Apollo v Londýně. Angus Young na premiéře tohoto filmu prohlásil, že skupina začala plánovat další světové turné, když řekl: „Nyní přemýšlíme o tom, jak [někdy] vylepšit světové turné „Black Ice“? Uděláme to.“ Uvedl také, že existují plány, aby skupina během „několika příštích let" vydala nové studiové album, které by podpořila na turné.

#### Rock or Bust, změny v sestavě (2012–2016)
V květnu 2012 Malcolm Young potvrdil, že skupina pracuje na možném pokračování alba Black Ice z roku 2008. Upozornil však fanoušky, že si na novou desku počkají mnohem déle, než se očekávalo, protože zpěvák Brian Johnson v roce 2012 řekl, že v následujícím roce vyjde nové album. Young k tomu prohlásil: „Víte jaký Brian je. Něco řekne a pak odejde. Bude to chvíli trvat - každopádně rok nebo dva. Pracuji s nějakým materiálem pro písně, dělám to celou dobu, stejně jako zbytek kapely. Stále pracujeme. Ovšem mezi alby Stiff Upper Lip a Black Ice jsme měli dlouhou pauzu, takže si myslím, že potřebujeme pár let na to, abychom se připravili a trochu více na tom zapracovali."
Dne 19. listopadu 2012 vyšlo album Live at River Plate na CD, jednalo se o první koncertní album vydané za posledních 20 let.
Dne 16. dubna 2014 v reakci na předchozí zprávy o tom, že se skupina může rozpadnout kvůli nemoci Malcolma Younga se Brian Johnson nechal slyšet, že se AC/DC nerozpadají, když prohlásil: „Určitě se v květnu sejdeme ve Vancouveru. Vezmeme kytary, zahrajeme si a zjistíme, jestli má někdo nějaké melodie nebo nápady. Pokud se to stane, nahrajeme to." V červenci 2014 AC/DC oznámili, že dokončili nahrávání svého dalšího alba "ROCK OR BUST" a uvedli, že hospitalizovaného Malcolma Younga nahradil během nahrávání jeho synovec Stevie Young. Youngovi byla diagnostikována demence, proto ze skupiny definitivně odešel, tuto zprávu oficiálně potvrdila společnost Alberts Management.

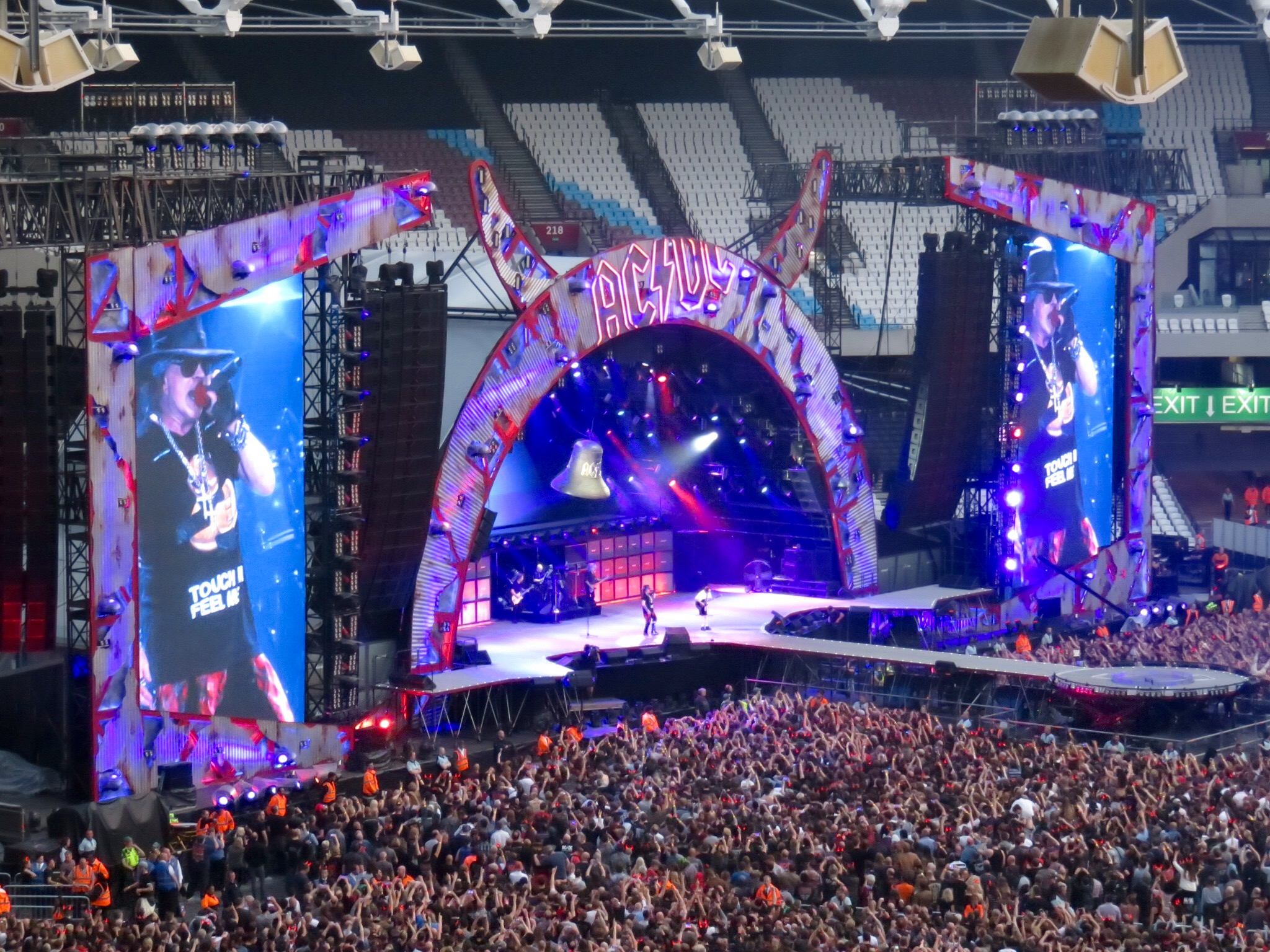
AC/DC vystupují s Axlem Rosem na Olympijském stadioně v Londýně, dne 4. června 2016 během světového turné Rock or Bust World Tour

##### Odchod Briana Johnsona
Dne 7. března 2016 Brian Johnson oznámil, že mu byla diagnostikována hrozba úplné ztráty sluchu a ošetřující lékaři mu doporučili ukončit vystupování na velkých koncertech. Ve svém vyjádření řekl: „Naši fanoušci si zaslouží, aby slyšeli má vystoupení v perfektní kvalitě, a pokud je nemohu zaručit, nechci zklamat diváky a potopit ostatní členy skupiny. Nejsem z těch, co nedotahují věci do konce, nicméně podle lékařů nemám jinou možnost, než přestat vystupovat na zbývajících koncertech a pravděpodobně i nadále.“ Diagnóza totiž AC/DC zastihla v právě probíhajícím turné po Spojených státech amerických, zbylých 10 koncertů proto bylo odloženo a skupina začala hledat náhradníka, který by turné jako hostující zpěvák dokončil. Johnson uvedl, že nemá v plánu odejít z hudební scény natrvalo a plánuje pokračovat v práci ve studiích. Při vystoupení v The Howard Stern Show navíc uvedl, že jeho hluchotu nezpůsobilo více než třicetileté angažmá v AC/DC, nýbrž jeho záliba v rychlých kolech – při jednom závodě si prý zapomněl nasadit ušní klapky a kvůli tomu si protrhl levý ušní bubínek.
Již 15. března 2016 ovšem Jim Breuer, americký bavič a blízký přítel Johnsona, zveřejnil, jak se mu zpěvák svěřil, že má v ruce druhý posudek, který jeho problém se sluchem nehodnotí tak tragicky jako ten původní. Přesto byl Johnson podle svých slov prakticky vyhozen z AC/DC a od chvíle, kdy skupina odložila zbývající koncerty, se mu nikdo neozval. Podle Breuera Brian Johnson cítil, že ho zbytek skupiny hodil přes palubu a již za něj hledá trvalou náhradu. Budoucnost Briana Johnsona v kapele tak zůstávala nejistá.
Dne 19. dubna 2016 vydal Johnson další oficiální prohlášení, ve kterém opět zmínil své zdravotní potíže a neschopnost pokračovat v turné. Zároveň však zmínil své plány podílet se na studiové tvorbě a vrátit se na jeviště koncertů, jakmile se jeho sluchové obtíže vyřeší. Přitom poděkoval Angusi Youngovi a Cliffu Williamsovi za spolupráci v AC/DC.

##### Příchod Axla Rose

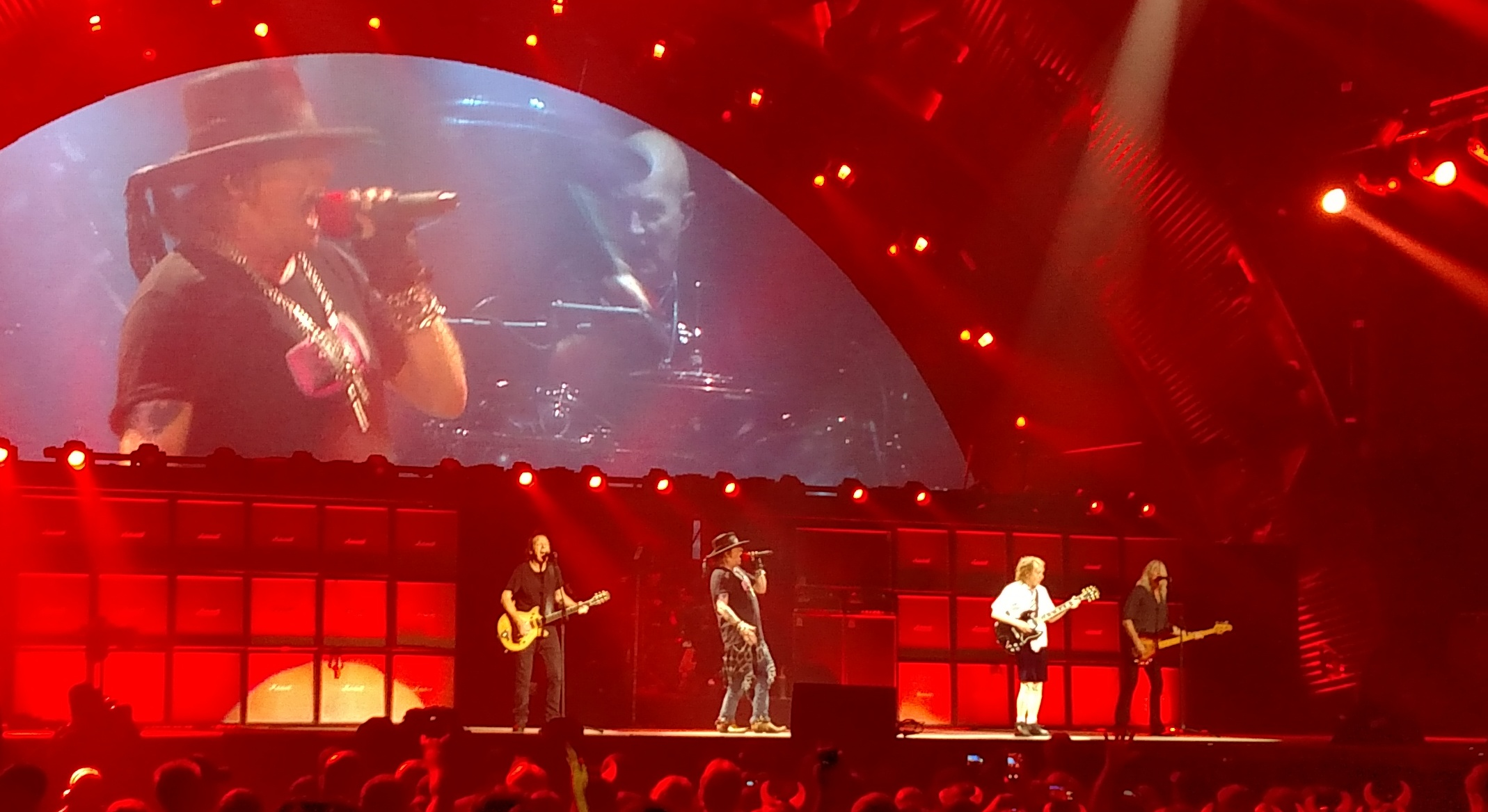
AC/DC s Axlem Rosem během vystoupení ve Verizon Center ve Washingtonu, dne 17. září 2016 během turné Rock or Bust World Tour

Skupina však nechtěla přerušit rozjeté turné, a tak se svým frontmanem nakonec definitivně rozloučila, což oznámila v prohlášení již 16. dubna 2016. Jako náhradník byl pro turné Rock or Bust vybrán Axl Rose z Guns N' Roses. Přerušené turné pokračovalo po Evropě a odložené koncerty ve Spojených státech amerických přišly na řadu až poté. Ne všichni fanoušci AC/DC byli s výběrem zpěváka spokojeni a někteří dokonce požadovali vrácení peněz za vstupenky na koncerty v Evropě, protože o koncerty AC/DC se zpěvákem Rosem neměli zájem. Podle recenzí však Axl Rose i přes nevíru skalních fanoušků svoji roli zvládl a překvapil, například Pavlína Kindlová pro Lidovky.cz napsala, že Axl Rose „vdechl život starnoucí AC/DC a předvedl mistrovský výkon“. V jednom interview Rose řekl, že má zájem stát se plnohodnotným členem AC/DC, nicméně prozatím bylo v plánu jeho angažmá pro koncerty v Evropě a Spojených státech amerických.

##### Odchod Cliffa Williamse
V červenci roku 2016 ohlásil Cliff Williams, baskytarista AC/DC, svůj možný odchod do výslužby, který naplánoval ihned po ukončení probíhajícího turné.
Své slovo také dodržel. Koncem září skupinu definitivně opustil a odešel na odpočinek. Angus Young tak ve skupině zůstal jako jediný z nejslavnější sestavy z let 1980 až 1983 a 1994 až 2014.
Když v červenci oznamoval svůj odchod, vyjádřil se následovně:
„Hraní je čtyřicet let mým životem, ale po tomhle turné míním seknout jak s koncertováním, tak s nahráváním. Po ztrátě Malcolma, té věci s Philem a teď s Brianem je to jiná kapela. Cítím, že bude správné skončit.“

#### Obnovení sestavy,Power Up(2020–2023)
Dne 28. září 2020 byly aktualizovány účty skupiny na sociálních sítích, na kterých se objevilo krátké video zobrazující blikající neonové světlo ve tvaru blesku, zrodily se tak nejrůznější spekulace o tom, že se AC/DC chystají vydat novou desku a vyrazit na turné. Ještě předtím se na oficiálních stránkách kapely krátce objevily snímky, jež „pravděpodobně“ vznikly během natáčení nového videoklipu k písni z připravovaného studiového alba, na fotografiích byla k vidění kompletní sestava AC/DC. 29. září byl oficiální web kapely přesměrován na adresu pwrup.acdc.com a zároveň byl aktualizován online obchod; fanoušci se na webu rovněž mohou zaregistrovat k odběru novinek přes e-mail „Power Up“, což vedlo ke spekulacím, že by se právě Power Up mělo stát názvem nového alba. Tyto dohady podpořilo také další ukázkové video, jež bylo jednoduše pojmenováno hashtagem #PWRUP.
Dne 30. září 2020 skupina potvrdila návrat Briana Johnsona, Phila Rudda a Cliffa Williamse do kapely, samozřejmě vedle Anguse a Stevieho Youngových, skupina se tak vrátila v sestavě nahrávání Rock or Bust. Den poté vydali AC/DC krátkou ukázku nové písně „Shot in the Dark“, jež vyšla 6. října 2020 jako singl.

#### Návrat na stage a po dlouhé pauze turné (2023–dosud)
Dne 31. března 2023 AC/DC prozradili, že budou hrát na americkém festivalu Power Trip, kde bude jako předkapela britská skupina Judas Priest.
Dne 9. září 2023 AC/DC oznámili, že na festivalu Power Trip bude hrát na bicí americký bubeník Matt Laug (z Slash's Snakepit, Alice Cooper).
V listopadu 2023 Phil Rudd nakonec prozradil, že jeho partnerka má rakovinu prsu IV. stádia. Prodává tedy svoje osobní memorabilie, včetně bicích souprav, paliček a alb z renomovaných vystoupení, na podporu novozélandské nadace pro rakovinu prsu. Rudd nabídl naději na svůj případný návrat do skupiny a prohlásil: „Těším se, že si s nimi v budoucnu snad znovu zahraji… hurá dál.“
Dne 12. února AC/DC oznámili, že v květnu 2024 se vydají na turné Power Up Tour na podporu alba a zároveň oslavit 50. výročí kapely. Také bylo oznámeno, že Cliff Williams odešel do důchodu a jeho místo převzal americký baskytarista Chris Chaney (z Jane's Addiction, Alanis Morissette) a na bicí bude pokračovat Matt Laug.  V roce 2021 v rozhovoru s Deanem Delrayem, Williams mi řekl: "Už na turné nebude účinkovat. Pouze se v roce 2018 vrátil, aby nahrál nové album s AC/DC."

## Členové skupiny

### Současní členové
- Brian Johnson – zpěv (1980–2016, 2018–dosud)
- Angus Young – sólová kytara (1973–dosud)
- Phil Rudd – bicí (1975–1983, 1994–2014, 2018–dosud)
- Stevie Young – rytmická kytara, doprovodné vokály (2014–dosud, host: 1988)

#### Hostující členové při turné
- Matt Laug – bicí (2023–dosud)
- Chris Chaney – baskytara, doprovodné vokály (2024–dosud)

### Bývalí členové
- Cliff Williams – baskytara, doprovodné vokály (1977–2016, 2018–2024)
- Malcolm Young – kytara, doprovodný zpěv (1973–2014) (zemřel)
- Bon Scott – zpěv (1974–1980) (zemřel)
- Chris Slade – bicí (1989–1994, 2015–2018)
- Simon Wright – bicí (1983–1989)
- Mark Evans – baskytara (1975–1977)
- Dave Evans – zpěv (1973–1974)
- Larry Van Kriedt – baskytara (1973–1974)
- Colin Burgess – bicí (1973–1974)
- Neil Smith – baskytara (1974)
- Russel Coleman – bicí (1974)
- Noel Taylor – bicí (1974)
- Peter Clack – bicí (1974)
- Rob Bailey – baskytara (1974)
- George Young – baskytara (1975) (zemřel)

#### Bývalí hostující členové při turné
- Axl Rose – zpěv (2016)

## Diskografie

### Studiová alba
| Jméno                                 | Datum vydání  | Label     | Prodejnost v USA |
| ------------------------------------- | ------------- | --------- | ---------------- |
| High Voltage (Aus.)                   | Únor 1975     | Albert    |                  |
| T.N.T. (Aus.)                         | Prosinec 1975 | Albert    |                  |
| High Voltage                          | Září 1976     | Atlantic  | 3 miliony        |
| Dirty Deeds Done Dirt Cheap (Aus.)    | Září 1976     | Albert    |                  |
| Dirty Deeds Done Dirt Cheap           | Listopad 1976 | Atlantic  | 6 milionů        |
| Let There Be Rock (Aus.)              | Březen 1977   | Albert    |                  |
| Let There Be Rock                     | Červen 1977   | Atlantic  | 2 miliony        |
| Powerage                              | Květen 1978   | Atlantic  | 1 milion         |
| If You Want Blood                     | Červen 1978   | Atlantic  |                  |
| Highway to Hell                       | Červenec 1979 | Atlantic  | 7 milionů        |
| Back in Black                         | Červenec 1980 | Atlantic  | 21 milionů       |
| For Those About to Rock We Salute You | Listopad 1981 | Atlantic  | 4 miliony        |
| Flick of the Switch                   | Srpen 1983    | Atlantic  | 1 milion         |
| '74 Jailbreak                         | Říjen 1984    | ATCO      | 1 milion         |
| Fly on the Wall                       | Červen 1985   | Atlantic  | 1 milion         |
| Who Made Who                          | Květen 1986   | Atlantic  | 5 milionů        |
| Blow Up Your Video                    | Leden 1988    | Epic      | 1 milion         |
| The Razors Edge                       | Září 1990     | Atlantic  | 5 milionů        |
| Ballbreaker                           | Září 1995     | Elektra   | 2 miliony        |
| Volts                                 | Listopad 1997 | East West |                  |
| Stiff Upper Lip                       | Únor 2000     | EMI       | 1 milion         |
| Black Ice                             | Říjen 2008    | Sony      | 2 miliony        |
| Rock or Bust                          | Prosinec 2014 | Sony      | 500 tisíc        |
| Power Up                              | Listopad 2020 | Sony      | 5 milionů        |

### Živá alba
| Jméno                           | Datum vydání  | Label     | Producent       |
| ------------------------------- | ------------- | --------- | --------------- |
| If You Want Blood You've Got It | Říjen 1978    | Atlantic  | Vanda / Young   |
| Live                            | Říjen 1992    | Atlantic  | Bruce Fairbairn |
| Live: 2 CD Collector's Edition  | Říjen 1992    | Atlantic  | Bruce Fairbairn |
| Live from the Atlantic Studios  | Listopad 1997 | East West | George Young    |
| Let There Be Rock: The Movie    | Listopad 1997 | East West | Tony Platt      |
| Live at River Plate             | Květen 2011   | Columbia  | _               |

## Turné
| - Australian Clubs Tour (1973–1975) - High Voltage Australian Tour (1975) - T.N.T. Australian Tour (1975–1976) - High Voltage European Tour (1976) - Dirty Deeds European/Oz Tour (1976–1977) - Let There Be Rock World Tour (1977) - Powerage World Tour (1978) | - If You Want Blood World Tour (1978–1979) - Highway to Hell World Tour (1979–1980) - Back in Black World Tour (1980–1981) - For Those About to Rock World Tour (1981–1982) - Flick of the Switch/Monsters of Rock Tour (1983–1985) - Fly on the Wall World Tour (1985–1986) - Who Made Who World Tour (1986) | - Blow Up Your Video World Tour (1988) - The Razors Edge World Tour (1990–1991) - Ballbreaker World Tour (1996) - Stiff Upper Lip World Tour (2000–2001) - Club Dates/Rolling Stones Tour (2003) - Black Ice World Tour (2008–2010) - Rock or Bust World Tour (2015–2016) - Power Up Tour (2024) |

### Vystoupení v Česku
- 29. června 1996 – Sportovní hala, Praha (Ballbreaker World Tour)
- 12. června 2001 – Strahovský stadion, Praha (Stiff Upper Lip World Tour; počet diváků: 25 000)
- 17. března 2009 – O2 arena, Praha (Black Ice World Tour)
- 22. května 2016 – Letiště Letňany, Praha (Rock or Bust World Tour; počet diváků: 60 000)
- 26. června 2025 - Letiště Letňany, Praha (Power Up Tour)